# Erebia mediterranea
Erebia mediterranea är en fjärilsart som beskrevs av B.C.S Warren 1933. Erebia mediterranea ingår i släktet Erebia och familjen praktfjärilar. Inga underarter finns listade i Catalogue of Life.